# Jonas Sundman
Jonas Sundman, född 1763, död 1828, var en svensk skådespelare och operasångare. Han var verksam vid Operan, på Munkbroteatern och i Göteborg. 
Han var korsångare vid Operan då han 1786 anställdes vid Munkbroteatern, där han blev en av de viktigaste aktörerna. Då pjäsförfattaren Didrik Gabriel Björn 1790 satte upp Det besynnerliga spektaklet som efterpjäs till Greven av Oldsbach, där teaterns skådespelare tackade publiken för deras stöd i gestalt av sina mest populära roller; Björn själv uppträdde som sig själv, som teaterskribent, följd av Magnus Bonn som Mäster Sock i Skomakaren, Anders Lundberg som Hyrkusken i Engelsmannen i Paris, Johan Petter Lindskog som Bartholo och Bazile i Barberaren i Sevilla, Jonas Sundman som Jonas i Mäklaren, Carl Schylander som Mor Bobi och dansmästare Rigadoun, Johanna Catharina Enbeck (Gertrud i Njugg spar), Brita Maria Modéer (kammarjungfrun i Den obetänksamma), Christina Rahm (Anna Stina i Maskeraden), Lisette Stenberg (Lady Alton i Skottländskan), Margareta Sofia Lagerqvist (Anette i Anette och Lubin) och Eva Säfström  som trädgårdsflickan i Sophie.
Han anställdes 1793 vid Johan Anton Lindqvists teater i Göteborg, där han också dog.